# Uca subcylindrica
Uca subcylindrica är en kräftdjursart som först beskrevs av William Stimpson 1851.  Uca subcylindrica ingår i släktet vinkarkrabbor, och familjen Ocypodidae. Inga underarter finns listade i Catalogue of Life.